# 명탐정 코난: 11번째 스트라이커
《명탐정 코난: 11번째 스트라이커》(일본어: 名探偵コナン 11人目のストライカー)은 2012년 제작된 일본의 애니메이션 영화이다.
아오야마 고쇼의 『주간 소년 선데이』에 연재된 만화 만화 시리즈 『명탐정 코난』을 원작으로 하여 제작된 동명 TV시리즈 애니메이션의 극장용 애니메이션 영화 시리즈 제16작이다.
대한민국에서는 CJ E&M에서 수입하여 2012년 7월 19일에 극장 개봉했다. 한국어 더빙판의 경우 등장인물 및 지역명은 한국식 이름으로 사용하였다.

## 배경
J리그가 10주년을 맞아 J리그 팀들의 지원으로 J리그 축구장을 배경으로 하였다.

## 개요
이 작품에서는 일본의 축구 선수인 미우라 가즈요시가 특별 출연했다.
코난의 16번째 극장판인 <11번 째 (혹은 11인) 스트라이커>에서는 모리 코고로 (유명한 탐정)에게 도전장을 던진 한 의문의 사람이 폭파 예고를 하면서 시작된다.

## 등장 인물

### 주조연 캐릭터

#### 주요 사건 관계자들
- 에도가와 코난 (코난)
  -  일본판 성우 : 타카야마 미나미
  -  한국판 성우 : 김선혜
- 쿠도 신이치 (남도일)
  -  일본판 성우 : 야마구치 캇페이
  -  한국판 성우 : 강수진
- 모리 란 (유미란)
  -  일본판 성우 : 야마자키 와카나
  -  한국판 성우 : 이현진
- 모리 코고로 (유명한)
  -  일본판 성우 : 고야마 리키야
  -  한국판 성우 : 이정구
- 스즈키 소노코 (정보라)
  -  일본판 성우 : 마츠이 나오코
  -  한국판 성우 : 이용신
- 아가사 박사 (브라운 박사)
  -  일본판 성우 : 오가타 켄이치
  -  한국판 성우 : 황원
- 하이바라 아이 (홍장미)
  -  일본판 성우 : 하야시바라 메구미
  -  한국판 성우 : 우정신
- 코지마 겐타 (고뭉치) :
  -  일본판 성우 : 타카기 와타루
  -  한국판 성우 : 한인숙
- 츠부라야 미츠히코 (박세모)
  -  일본판 성우 : 오오타니 이쿠에
  -  한국판 성우 : 정선혜
- 요시다 아유미 (한아름)
  -  일본판 성우 : 이와이 유키코
  -  한국판 성우 : 여민정
- 오키노 요코 (오소라)
  -  일본판 성우 : 니시자와 미키
  -  한국판 성우 : 이용신

#### 경시청소속 형사들
- 메구레 쥬죠 (골롬보 반장)
  -  일본판 성우 : 챠후린
  -  한국판 성우 : 조동희
- 시라토리 닌자부로 (백동훈 형사)
  -  일본판 성우 : 이노우에 카즈히코
  -  한국판 성우 : 서윤선
- 타카기 와타루 (신형선 형사)
  -  일본판 성우 : 타카기 와타루
  -  한국판 성우 : 김광국
- 사토 미와코 (오지인 형사)
  -  일본판 성우 : 유야 아츠코
  -  한국판 성우 : 한채언
- 치바 형사 (이명수 형사)
  -  일본판 성우 : 치바 잇신
  -  한국판 성우 : 김영찬

#### 군마현소속 형사
- 야마무라 미사오 (정영일 형사)
  -  일본판 성우 : 후루카와 토시오
  -  한국판 성우 : 홍범기

### 극장판 캐릭터
- 미우라 가즈요시
- 엔도 야스히토
- 나라자키 세이고
- 나카무라 겐고
- 곤노 야스유키
- 사나다 타카히로 (차한별) (18세)
  -  일본판 성우 : 요시노 히로유키
  -  한국판 성우 : 류승곤
- 모토우라 케이치로 (남규홍) (43세)
  -  일본판 성우 : 이노우에 노리히로
  -  한국판 성우 : 안장혁
- 모토우라 토모후미 (남지훈) (11세)
  -  일본판 성우 : 유키노 사츠키
  -  한국판 성우 : 이소은
- 나카오카 카즈마사 (장동민) (21세)
  -  일본판 성우 : 토우치 히로키
  -  한국판 성우 : 장민혁
- 야마무라 신조 (양신조) (51세)
  -  일본판 성우 : 치바 시게루
  -  한국판 성우 : 이광수
- 코다 카오루 (서준희) (27세)
  -  일본판 성우 : 기리타니 미레이
  -  한국판 성우 : 정혜옥
- 사카키 료스케 (신영보) (28세)
  -  일본판 성우 : 나카무라 다이키
  -  한국판 성우 : 박성태

## 주제가
- 봄 노래(ハルウタ 하루우타[*]) - 이키모노가카리(いきものがかり)